# Оксамид
Оксами́д (этандиами́д, диамид щаве́левой кислоты́) — органическое соединение с формулой {\displaystyle {\ce {C2H4N2O2}}}.
При нормальных условиях — белое кристаллическое вещество.
Растворимое в этаноле, мало растворимое в воде и нерастворимое в диэтиловом эфире.
Оксамид является диамидом щавелевой кислоты.

## Синтез
Оксамид получают из синильной кислоты или цианидов путем их оксиления до дициана, например реакцией двухвалентной меди с цианидами. Полученный дициан далее гидролизуют.
В ходе данной реакции исходная степень окисления 2+ у меди изменяется до 1+:
{\displaystyle {\ce {2 Cu^{2+}+ 4 CN^- -> 2 CuCN v + (CN)2 ^ ;}}}
{\displaystyle {\ce {(CN)2 + 2H2O -> C2H4N2O2}}}.
Также известен способ получения вещества через щавелевую кислоту, реакция происходит при нагреве, как побочный продукт возможно образование оксалата аммония:
{\displaystyle {\ce {C2H2O4 + 2 NH3 ->[t] C2H4N2O2 + 2 H2O}}}.

## Химические свойства
При нагревании выше 350 °C в присутствии пентаоксида фосфора дегидратируется с образованием дициана:
.

## Применение
Основное применение оксамида — в качестве заменителя мочевины в азотных удобрениях. По сравнению с мочевиной оксамид гораздо медленнее гидролизуется с выделением аммиака, что способствует более полному усвоению азота  растениями.
Оксамид используется в качестве стабилизатора при синтезе нитроцеллюлозы.
Он также применяется в качестве высокоэффективного замедлителя скорости горения в твердотопливных ракетных двигателях, на основе перхлората аммония. Добавление оксамида в твёрдое топливо в концентрациях от 1 до 3 % по массе даёт замедление линейной скорости слоевого горения при минимальном снижении удельного импульса.
N, N'- замещённые оксамиды являются хорошими лигандами для катализируемого солями меди(I) аминирования и амидирования арилгалогенидов в реакции Ульмана-Гольдберга.
Производные оксамида образуют самоорганизующиеся монослои, связанные сеткой водородных связей.